# Blouznivý vějíř
Blouznivý vějíř (cz. Rozmarzony wachlarz albo Marzycielski wachlarz) – debiutancki tomik wierszy czeskiego poety Vladimíra Holana, opublikowany w 1926. Zbiorek nosi wyraźne wpływy poetyzmu, czyli czeskiej odmiany europejskiej awangardy. Zawiera między innymi wiersze Čechy na podzim, Básník, Adagio, Jeseň v opatství i Ultima Thule.